# شارمن جاكسون
شارمن عبد الحكيم جاكسون (بالإنجليزية: Sherman Jackson) أحد عُلماء الدين المسلمين الصوفية الأمريكيين من أصل إفريقي، صاحب كرسي الملك فيصل للفكر الإسلامي والثقافة الإسلامية بجامعة كاليفورنيا الجنوبية في لوس أنجلوس، تم تصنيفه ضمن أكثر 500 مسلم تأثيرًا في العالم لعام 2015، وهو أحد أعضاء الهيئة التأسيسية لمجلس حكماء المسلمين( مؤسسة أنشأت بتمويل من حكومة الامارات).

## حياته
حصل على شهادة الدكتوراة في الدراسات الشرقية-الإسلامية من جامعة بنسلفانيا عام 1990، يعمل حاليًا أستاذًا للديانات في جامعة كاليفورنيا الجنوبية، وهو أحد المؤسسين لمعهد التعلم الأمريكية للمسلمين، وهو عضو سابق في المجلس الفقهي لأمريكا الشمالية وأستاذ سابق للقانون.

## مؤلفاته
من مؤلفاته:
- التصوف لغير الصوفية: تاج العَروس لابن عطاء الله السكندري (بالإنجليزية).
- دعوة إلى وقف العنف: قتلة السادات والتخلي عن العنف السياسي (بالإنجليزية).
- الإسلام ومشكلة معاناة السود (بالإنجليزية).
- الإسلام والأمريكان السود: بحث نحو القيامة الثالثة (بالإنجليزية).
- على حدود التسامح اللاهوتي في الإسلام: أبو حامد الغزالي فيصل الطريق (بالإنجليزية).
- الشريعة الإسلامية والدولة (بالإنجليزية).